# Ru Cohen
Rudolf (Ru) Cohen (Deventer, 27 juli 1889 - Bergen-Belsen, 27 februari 1945) was een Nederlandse meubelhandelaar. Hij was oprichter van de Deventer Vereniging, die aan de basis stond voor verschillende Nederlandse opleidingscentra voor Joodse jongeren die naar Palestina wilden emigreren.

## Levensloop
Ru Cohen was het vijfde kind in een gezin van zes. Zijn ouders waren Hartog en Rebecca Cohen en waren eigenaar van een meubelzaak in de Lange B in Deventer. Ru Cohen was een jongere broer van de schrijver Josef Cohen, en David Cohen, hoogleraar en vooral bekend als een van de twee voorzitters van de Joodse Raad in de Tweede Wereldoorlog.
Cohen trad in de voetsporen van zijn vader en bezat ook een meubelzaak in Deventer. Hij was getrouwd met Eva Königsberger die in 1917 promoveerde in de Rechtswetenschap aan de Universiteit van Amsterdam. Het gezin-Cohen woonde in een oud patriciërshuis in de Sandrasteeg.
Cohen was zionist en richtte in 1918 samen met de broers Schlomo en Emile Fischer de Vereniging tot Vakopleiding tot Palestinapioniers op, beter bekend als de Deventer Vereniging. Vanaf het begin van de twintigste eeuw emigreerden steeds meer Joden naar het Palestina. Voor het opbouw van een eigen land waren met name landbouwers en vaklieden nodig. Door heel Europa ontstonden verenigingen voor Palestina-pioniers, die zorgden voor omscholing voor diegenen die naar Palestina wilden emigreren. Onder de vlag van de Deventer Vereniging ontstonden er vanaf 1918 meerdere opleidingscentra door het land (onder andere in Twello, Winterswijk, Marum en Den Bosch. Op die manier vertrokken enkele honderden pioniers naar Palestina. 
Tijdens de Tweede Wereldoorlog geloofde Cohen aanvankelijk de Duitse uitleg dat de Joden in Polen opnieuw gehuisvest zouden worden. Hij raadde onderduiken af, al hielp hij wel mensen op het moment dat zij wel besloten onder te duiken. Volgens auteur Hans Schippers was Cohen zeer invloedrijk en had daardoor meer levens kunnen redden van de pioniers die vielen onder de Deventer Vereniging als hij een ander standpunt had ingenomen. Toen in het voorjaar van 1943 duidelijk werd dat de Duitsers zich niet aan hun beloften hielden dook hij alsnog onder, evenals zijn vrouw en drie dochters. Cohen meldde zich vrijwillig aan bij de Sicherheitspolizei in Rotterdam in het najaar van 1943 toen zijn oudste dochter Rachel gepakt was. Rachel Cohen kwam om in Auschwitz. Cohen en zijn vrouw verloren het leven in Bergen-Belsen, terwijl zijn jongste dochters de oorlog overleefden.